# Hitmonchan
Hitmonchan is een Pokémon die behoort tot de Fighting-types. 
In de eerste generatie (Indigo / Kanto) is hij enkel te verkrijgen in Saffron City. In de tweede generatie (Johto) evolueert hij bij level 20 uit Tyrogue. Zijn specialisatie is vooral boksen, waardoor hij snelle stoten kan uitdelen. Zijn stoten zijn te snel om gezien te worden door menselijke ogen.

## Betekenis van zijn naam
Hitmonchans naam is een combinatie van:
- Hit, verwijzend naar de rol als vechtsport-Pokémon
- Mon, een gangbare afkorting voor 'monster' in verschillende games met monsters als personages, zoals Digimon en Pokémon
- Chan, een toespeling op vechtsport-acteur Jackie Chan

De Japanse naam Ebiwarā is waarschijnlijk een verwijzing naar de Japanse wereldkampioen bokser Hiroyuki Ebihara.

## Uiterlijk
Hitmonchan is een humanoïde met een getinte huid. Hij draagt een paarse schort en rode bokshandschoenen. Zijn paarse voeten lijken op schoenen van een bokser. Het verschil met Hitmonlee, is dat Hitmonchan wel een mond heeft en dat zijn lichaam te onderscheiden is van zijn hoofd.